# مردمان گا-آدانگبه
مردمان گا-آدانگبه گروهی قومی در کشور غنا و توگو است. این مردم به زبان گا-دانگمه سخن می‌گویند. مردمان گا-دانگبه، عمدتاً در استان آکرای بزرگ، استان شرقی و استان ولتا از کشور غنا زندگی می‌کنند. این مردم در منطقهٔ آنهو در کشور توگو و در کشور بنین نیز وجود دارند.